# اوپالینوس

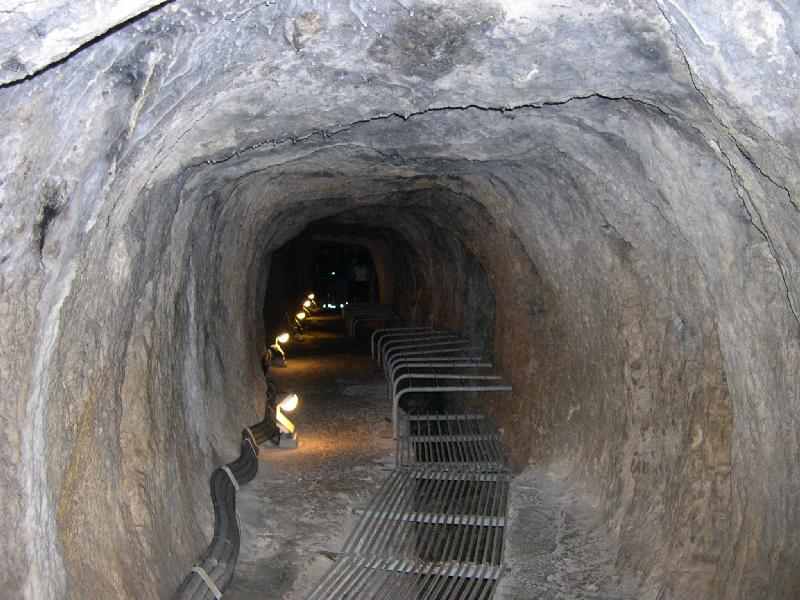
تونل اوپالینوس

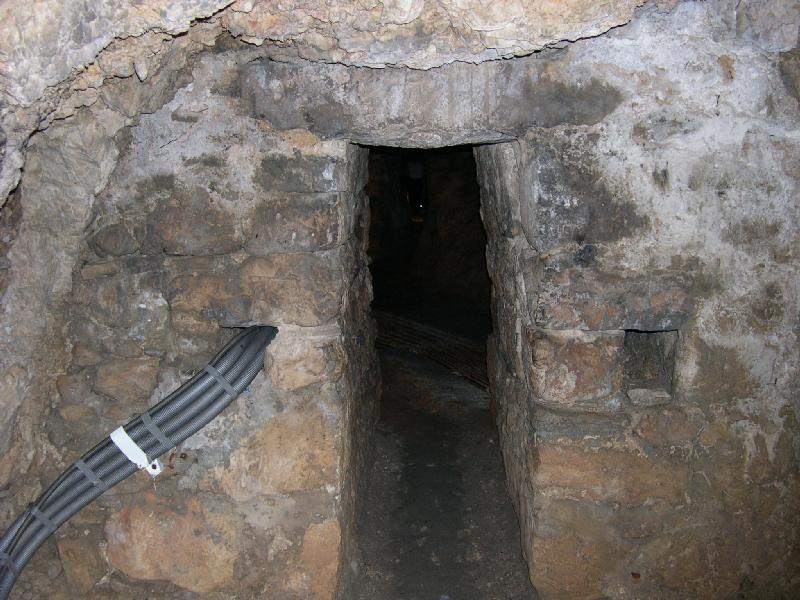
ورودی تونل

اوپالینوس (به یونانی: Εὐπαλῖνος)اهل مگارا ، از مهندسین یونان باستان بود. او سازنده تونل اوپالینوس در جزیره ساموس می باشد. تونل ، در قرن ششم قبل از میلاد حفر شد.
تاریخ تکمیل تونل احتمالاً بین سال های ۵۵۰ تا ۵۳۰ قبل از میلاد انجام گرفته است. تونل اوپالینوس دومین تونل تاریخ است که حفر آن از هر دو انتهایش انجام شده و نخستین تونل تاریخ است که این روش حفر را به صورتی روشمند به کار گرفته است.